# Elecciones presidenciales de Transnistria de 2011
Las elecciones presidenciales se llevaron a cabo en Transnistria el 11 de diciembre de 2011. Como ningún candidato recibió más del 50% de los votos en la primera ronda, se llevó a cabo una segunda vuelta el 25 de diciembre.

## Candidatos
El presidente, Ígor Smirnov, que se postulaba para la reelección, había estado en el poder desde que Transnistria declaró su independencia en 1990 y no tenía un mandato limitado.
La inscripción de candidatos estuvo abierta del 11 de septiembre al 11 de noviembre. El 14 de septiembre, el diputado de la oposición y expresidente del Consejo Supremo, Yevgueni Shevchuk, fue el primero en nominarse a sí mismo en la CCA. Shevchuk está afiliado a Renovación, que ya apoya a Kaminski, lo que indica una posible división. Shevchuk había sido seguido por el presidente y parlamentario del Partido Comunista Transnistrio, Oleg Khorzhan, así como por el editor del periódico Andrei Safonov, quien también fue candidato en las elecciones de 2006.
El 28 de septiembre, el fundador y diputado de Proriv, Dmitri Soin, también se presentó como candidato.
Soin, Smirnov, Khorzhan, Safonov, Shevchuk y Kaminsky fueron registrados como candidatos. La CEC rechazó inicialmente el registro de Safonov con referencia a más del 15% de firmas inválidas entre los reunidos en su apoyo, pero luego se registró de acuerdo con a una sentencia del tribunal de la ciudad de Tiráspol.

## Resultados
Una encuesta a pie de urna realizada mostró a Smirnov a la cabeza en la primera ronda con un 47,38%, con el voto de la oposición dividido entre Shevchuk (23,21%) y Kaminski (22,6%). La ley de Transnistria requiere una mayoría para ser elegido, lo que significa que sería necesaria una segunda vuelta. Después de la primera ronda, Smirnov pidió que se anularan los resultados debido a irregularidades. El anuncio de resultados se pospuso del 12 al 14 de diciembre. Los resultados preliminares (al 95% contado) mostraron que Smirnov estaba solo en el tercer lugar con el 25,5%, con Shevchuk en el 39% y Kaminski en el 27,7% llegando a la segunda vuelta. Según los informes, Kaminski era el candidato preferido de Rusia.
Se llevó a cabo una segunda vuelta el 25 de diciembre y ganó Shevchuk, quien fue elegido con el 75% de los votos. Su rival Anatoliy Kaminskiy recibió solo el 20% y reconoció su derrota.

### 1.avuelta
|  | 39.51 % |

|  | 26.95 % |

|  | 25.27 % |

|  | 5.22 % |

|  | 0.59 % |

|  | 0.54 % |

|  | 1,93 % |

|  | 97.59 % |

|  | 2.41 % |

|  | 58.88 % |

### 2.avuelta
|  | 75.38 % |

|  | 20.07 % |

|  | 4,54 % |

|  | 98.01 % |

|  | 1.99 % |

|  | 52.47 % |